# Peștera Românești
Peștera Românești este situată la sud-est de satul Românești din județul Timiș în versantul stâng al Văii Fărășești, munții Poiana Ruscă. Este renumită pentru acustica deosebită și concertele ținute în ea.

## Descriere
Face parte din categoria peșterilor mijlocii, cu dezvoltarea totală de 1.450 m, dispusă orizontal pe 3 nivele. Intrarea principală este orientată spre N-NV, este lată de 9,5 m și înaltă de 2 m, fapt ce permite o iluminare difuză până la circa 70m. Pe această porțiune pereții sunt înverziți de alge. În Sala Liliecilor săpată in brecie tectonică (foarte puține cazuri în peșterile din țară) se găsește o colonie permanentă de lilieci. Etajul superior și cel mijlociu au caracter subfosil. Etajul inferior, cu caracter subfosil este accesibil doar speologilor cu echipament și cunoștințe de TSA. Sălile principale s-au format la intersecția mai multor falii.

## Istoric
Primele cercetari cu caracter speologic au fost făcute în secolul XIX de T. Orthmayr (1872). Săpături arheologice ulterioare, au scos la iveală oase de urs de cavernă și obiecte provenind de la o așezare neolitică: un depozit de cereale, ceramică aparținând culturilor de Tisa și Coțofeni, precum și o vatră acum reconstituită și expusă la Muzeul Banatului din Timișoara, unde se păstrează și resturile de urs de cavernă.
În anii 1960 peștera intră in atenția ISER București prin Ștefan Negrea, Alexandina Negrea și Vasile Sencu. Ulterior peștera și intreaga zonă carstică din versantul stâng al Văii Farasesti este explorată de către clubul Speotimiș care aduce noi contribuții majore la cunoașterea genezei peșterii. 

## Concertele
Începând din anul 1984, Asociația Speologică Speotimiș organizează în Sala Concertelor din această peșteră o serie de concerte la care au participat nume sonore ca: Filarmonica Banatul, Ștefan Ruha, Kathleen Evans, Alexandra Guțu, Gabriel Croitoru, Corala „Sabin Drăgoi”, grupurile “Bega Blues Band”, “Survolaj”, “ Nightlosers”, “Cargo”, “Celelalte Cuvinte”, “Implant Pentru Refuz” și nu în ultimul rând “Zdob și zdub” care au adus în Peștera Românești un număr record de 2.000 de spectatori.

## Accesul
Accesul la peștera se face:
- Din Timișoara pe drumul E70 Timișoara - Lugoj, apoi pe DN 68A (spre Deva, prin Făget), până la Coșava.
- Din Deva DN 68A (spre Lugoj prin Margina) până la Coșava.
- Din  Coșava se urmează șoseaua spre Valea lui Liman pâna in localitatea Românesti.
- Din Românesti exista un traseu partial accesibil auto pina la peștera  ~o ora de mers pe jos~ care părăsește satul în dreptul cimitirului. Se urmareste marcajul cu cruce galbena.

Se mai poate ajunge la peșteră urmând drumul pe la Mănăstirea Izvorul lui Miron, apoi încă ~2,5 km de mers de la bifurcația: (la dreapta, spre Fărăsești, la stânga spre Pietroasa) urmând drumul spre Fărăsești. Se ajunge în dreptul unui sector de chei de unde mai sunt ~120 metri de urcat în versantul stâng geografic pe potecă până la intrarea în peșteră.